# District de Gombak
Le district de Gombak est une division administrative de l'état de Selangor en Malaisie.
Ce district a été créé en février 1974.

## Découpage administratif
Gombak District est divisé en 4 mukims :

Carte du district de Gombak

- Batu
- Rawang
- Setapak
- Ulu Klang